# آوای وحش (فیلم ۲۰۰۹)
«آوای وحش» (انگلیسی: Call of the Wild (2009 film)) یک فیلم است که در سال ۲۰۰۹ منتشر شد. از بازیگران آن می‌توان به کریستوفر لوید، وس استودی، تیماتی باتومز، ایریل گید، و ورونیکا کارترایت اشاره کرد.